# ライアン・タニクリフ
ライアン・タニクリフ（Ryan Tunnicliffe、1992年12月30日 - ）は、イングランド・グレーター・マンチェスター州ヘイウッド出身のプロサッカー選手。ポーツマスFC所属。ポジションは、MF。

## 経歴

### クラブ
ローチ・ダイナモズという地元クラブでプレーを始め、9歳の時にマンチェスター・ユナイテッドFCにスカウトされた。アカデミー入団後、各カテゴリーを順調にステップアップし、2009年12月にプロ契約を締結した。2011年にはU-18チームの中心としてFAユースカップ制覇に貢献した。2012年9月のフットボールリーグカップ・ニューカッスル・ユナイテッドFC戦でトップチームデビュー。しかし定位置を確保することは出来ず、レンタル移籍を繰り返した後、2014年1月にフラムFCに完全移籍した。
2017年7月、ミルウォールFCに移籍。2019年7月、ルートン・タウンFCに移籍。
2019年7月1日、ルートン・タウンFCに移籍。
2021年6月26日、ポーツマスFCに2年契約で移籍。

### 代表
2007年10月、弱冠14歳ながら飛び級でU-16イングランド代表の試合に出場、さらにキャプテンも務めた。

## 所属クラブ
ユース
- マンチェスター・ユナイテッドFC

プロ
- マンチェスター・ユナイテッドFC 2009-2014

→ピーターバラ・ユナイテッドFC 2011-2012 (loan)
→バーンズリーFC 2013 (loan)
→イプスウィッチ・タウンFC 2013-2014 (loan)
- フラムFC 2014-2017

→ウィガン・アスレティックFC 2014 (loan)
→ブラックバーン・ローヴァーズFC 2014 (loan)
→ウィガン・アスレティックFC 2017 (loan)
- ミルウォールFC 2017-2019
- ルートン・タウンFC 2019-2021
- ポーツマスFC 2021-

## タイトル
マンチェスター・ユナイテッド
- FAユースカップ: 2011